# Forchhammeria sphaerocarpa
Forchhammeria sphaerocarpa är en tvåhjärtbladig växtart som beskrevs av Carl Karl Wilhelm Leopold Krug och Urb. Forchhammeria sphaerocarpa ingår i släktet Forchhammeria och familjen Stixaceae. Inga underarter finns listade i Catalogue of Life.